# Détroit de Dundas
Le détroit de Dundas, Dundas Strait en anglais, est un détroit reliant la mer d'Arafura et le golfe de Van Diemen, dans le nord de l'Australie. Situé dans la région de Darwin, qui relève du Territoire du Nord, il est formé, à l'ouest, par la côte orientale de l'île Melville, tandis que le littoral ouest de la péninsule de Cobourg constitue son rivage oriental.